# Gertrudis Comensoli
Geltrude Comensoli (nacida Caterina Comensoli; Bienno, Brescia, 18 de enero de 1847-Bérgamo, 18 de febrero de 1903) fue una religiosa católica italiana, declarada santa por el papa Benedicto XVI.

## Biografía
Comensoli nació en Bienno, por entonces Reino de Lombardia-Venecia, siendo la quinta de diez hijos del matrimonio conformado por Carlo Comensoli y Anna Maria Milesi.
Recibió su Primera Comunión a los seis años. Dejó a su familia en 1862 y se unió al convento de las Hermanas de la Caridad, fundado por Santa Bartolomea Capitanio en Lovere, Bérgamo. Ella enfermó gravemente y fue expulsada del Instituto.
Tras su recuperación, abandonó su pueblo debido a la situación económica de su familia y entró a trabajar en el servicio doméstico.
En 1867 ingresó en las Ursulinas de Santa Ángela de Mérici.
En la fiesta del Corpus Christi de 1878, con el permiso de su confesor, hizo el voto de castidad. Sin descuidar sus deberes de empleada doméstica, decidió educar a los niños de Capriate San Gervasio, guiándolos hacia una vida honesta de virtudes cristianas y sociales.
Mediante la oración asidua, la mortificación, una intensa vida interior y la práctica de las obras de caridad, Comensoli se preparó para la vida religiosa. Liberada de las responsabilidades familiares tras la muerte de sus padres, la joven buscó la forma de vivir una vida religiosa.
En 1880, mientras estaba en Roma, Comensoli logró hablar con el papa León XIII sobre sus planes de establecer un instituto religioso dedicado a la adoración de la Eucaristía. El Papa sugirió que también incluyera la educación de las jóvenes trabajadoras de las fábricas.
El 15 de diciembre de 1882 decidió fundar, junto a dos de sus amigas, el instituto de las Adoratrices del Santísimo Sacramento (del que también se originó el de las Sacramentinas). El 15 de diciembre de 1884 tomó el nombre de Sor Gertrudis del Santísimo Sacramento.
Comensoli y sus hermanas, asesoradas por el obispo de Bérgamo, Camillo Guindani, tuvieron que abandonar su primer emplazamiento y se refugiaron en Lodi. El obispo de Lodi les dio la bienvenida y les cedió una casa en Lavagna, que temporalmente se convirtió en la Casa Madre del Instituto.
Superadas innumerables dificultades, el Obispo Rota, mediante decreto del 8 de septiembre de 1891, otorgó el reconocimiento canónico al Instituto. El 28 de marzo de 1892, Comensoli regresó a Bérgamo.

## Fallecimiento
Gertrudis Comensoli murió en Bérgamo el 18 de febrero de 1903, a los 56 años de edad. Quienes la habían conocido, especialmente los pobres y los humildes comenzaron a describirla como "santa".
El 9 de agosto de 1926, sus restos fueron trasladados del cementerio de Bérgamo a la Casa Madre del Instituto que ella había establecido.

## Beatificación
Fue beatificada en la Basílica de San Pedro por el papa Juan Pablo II, el 1 de octubre de 1989.

## Canonización
Comensoli fue declarada santa por el papa Benedicto XVI el 26 de abril de 2009.

### El milagro
Para la canonización, la Iglesia Católica consideró milagrosa la curación de Vasco Ricchini, curado en 2001 de un caso grave de meningitis. Ricchini, de cuatro años de edad, comenzó a manifestar un síndrome meníngeo la noche del 29 de septiembre de 2001. Desprovisto de conciencia, ingresó durante la noche en el servicio de urgencias del departamento de cuidados intensivos, donde fue intubado y sometido a ventilación mecánica. El 2 de octubre también se presentó un síndrome de insuficiencia multiorgánica con poliserositis, que hizo que el pronóstico fuera sumamente reservado, con peligro inminente de vida, también por compromiso del tronco encefálico.
Por iniciativa de las Hermanas Sacramentinas, que dirigían la guardería a la que asistía Ricchini, la comunidad de Agnosine se movilizó: comenzaron las oraciones individuales y colectivas, con el inicio el 3 de octubre de una novena a la por entonces Beata Gertrudis. Sus reliquias, junto con una imagen del Padre Pío, se colocaron debajo de la cabeza del niño.
En la noche del 3 al 4 de octubre hubo una mejoría y Ricchini abrió los ojos, el 5 de octubre fue extubado, el 11 fue dado de alta de cuidados intensivos y el 17 de octubre de 2001 fue dado de alta sin secuelas.
El caso, tras el proceso diocesano, fue sometido a la Congregación para las Causas de los Santos que promulgó el decreto sobre el milagro, declarando la inexplicabilidad de la curación rápida, completa y duradera.